# Савицька Ольга Іллівна
Ольга Іллівна Сави́цька (6 жовтня 1885, Перемишль — 23 жовтня 1971, Львів)  — галицька педагогиня, науковий працівник Львівського Державного музею етнографії та художнього промислу АН УРСР.

## Життєпис
Ольга Савицька народилася у Перемишлі в сім'ї вчителя Іллі та Катерини (з дому Сарабай) Савицьких. У родині Савицьких, крім Ольги, були ще діти:
- старший син Йосиф (29 січня 1882—31 грудня 1943) — греко-католицький священник. Був одружений з Людмилою (з дому Левицьких). По закінченні духовної семінарії Йосиф служив катехитом по селах, зокрема у містечку Бібрка, де 1912 року народився їхній єдиний син Зиновій[1]. 1913 року подружжя перебралося до Стрия. Тут о. Йосиф служив катехитом, а також заснував станове українське священиче Товариство імені святого Андрія[2]. Позбавлений служби через активну опозицію до польської влади, 1936 року переїхав з сім'єю до Львова, де й помер. Похований у Львові на Личаківському цвинтарі (поле № 57)[1][3]. Навесні 1944 року Людмила Савицька разом з родиною сина виїхала на Захід (з 1949 року — у США), зберігаючи вивезені нею сімейні реліквії[1];
- дочка Стефанія — українська громадська діячка, активістка жіночого руху, економіст, дружина Михайла Матчака;
- дочка Марія (пом. 24 березня 1958), похована у Львові на Личаківському цвинтарі (поле № 51)[4][5].

З 1900 до 1910 року вчителювала в Перемишльській школі імені Маркіяна Шашкевича. Пізніше до 1913 року викладала малювання та каліграфію в Українському інституті для дівчат у Перемишлі.
Після війни переїхала до Львова, де проживала із сестрою Марією в квартирі на партері в будинку на вул. Верховинській, 7, який вибудував й тривалий час в якому проживав громадський діяч, етнограф, педагог і публіцист Володимир Шухевич. Працювала науковим співробітником у Львівському державному музеї етнографії й художнього промислу АН УРСР. 

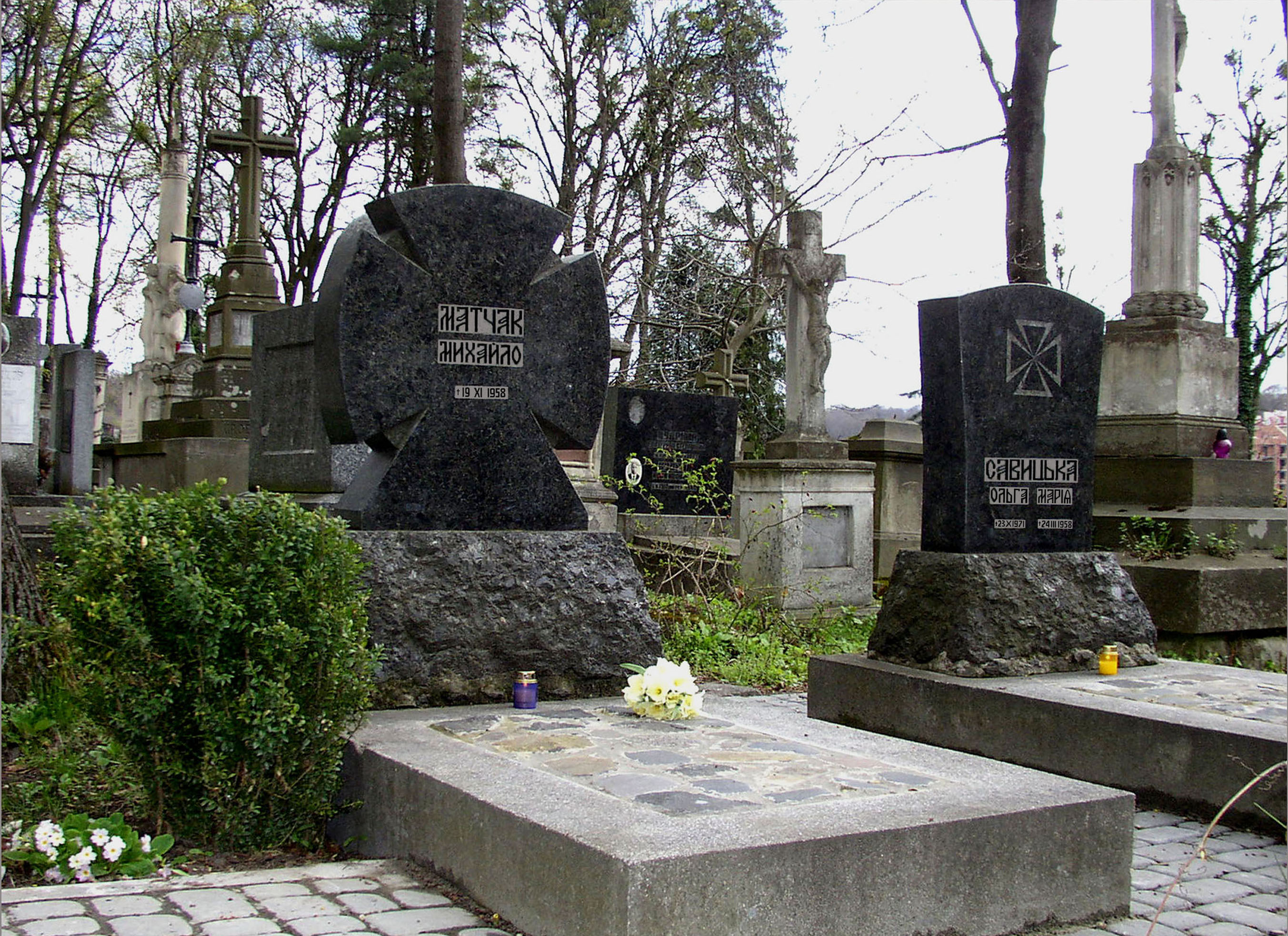
Надгробок на спільній могилі Марії та Ольги Савицьких

Ольга Савицька була близькою приятелькою сестер Олени та Ольги Кульчицьких.
Активно спричинилася до перепоховання Михайла Матчака, чоловіка своєї сестри Стефанії, військового і політичного діяча (УСС, УВО), публіциста, книговидавця, який помер у радянському концтаборі в Казахстані. Родині вдалося з великими труднощами викупити тіло померлого і поховати на Личаківському цвинтарі.
Ольга Савицька померла у Львові 23 жовтня 1971 року і похована на Личаківському цвинтарі у спільній могилі з сестрою Марією поруч з могилою Михайла Матчака (поле № 51).